# Sarcophyte
Sarcophyte es un género monotípico de plantas parásitas, perteneciente a la familia Balanophoraceae. Su única especie:  Sarcophyte sanguinea Sparrm. es originaria de África.

## Descripción
La planta macho alcanza un tamaño de cerca de 25 cm de alto; con rizoma grueso, irregularmente lobulado, verrugoso, tallo corto, erecto, con hojas reducidas a escamas alargadas obtusas o subagudas; inflorescencia muy ramificada; las flores generalmente en pares sobre pedúnculos cortos que son connados en la parte de abajo; ; óvulo solitario, colgante; con estigmas discoides, sésiles; fruta con semillas largas.

## Taxonomía
Sarcophyte sanguinea fue descrita por Anders Sparrman  y publicado en Kongliga. Vetenskaps Academiens Handlingar 37: 300, t. 7. 1776.
Sinonimia
- Ichthyosma wehdemannii Schltdl.
- Ichthyosma weinmannii Harv.[3]